# Fédération française de l'acier
Pour les articles homonymes, voir FFA.
La Fédération française de l'acier (FFA) est un ancien organisme réunissant toutes les entreprises sidérurgiques françaises, les syndicats présents dans l'industrie de l'acier et les organismes de promotion de l'activité.

## Historique
La Fédération française de l'acier a pris en 1991 la suite de la Chambre syndicale de la sidérurgie française, héritière successive du Comité d'organisation de la sidérurgie et du Comité des forges. Elle a fusionné le 1er janvier 2014 avec la Fédération des minerais et métaux non-ferreux (FEDEM) pour former l'Alliance des minerais, minéraux et métaux (A3M).  

## Activité
La FFA réalise des études statistiques et économiques sur la filière acier. Elle étudie les tendances de marché, les mouvements à l'international, l'industrie des transports, les innovations, et produit des rapports pour ses membres.

## Gouvernance
- Président : Philippe Darmayan (depuis janvier 2007)[5]
- Vice-président : Hervé Bourrier
- Délégué général : Bernard Creton